# Ranchi
Ranchi (hindi: राँची, santali: ᱨᱟᱺᱪᱤ, bengalí: রাঁচি) es una ciudad de la India, capital del estado de Jharkhand, del distrito de Ranchi y de la subdivisión de Ranchi. El nombre deriva de un pájaro local denominado Rinchi (considerado sagrado) y hasta el 1927 el nombre era (localmente) Rachi. Está situada al sudeste de la meseta de Chhota Nagpur. Según el censo de 2001 cuenta con una población de 846.093 habitantes y se calcula que en el 2009 habrá llegado al 1.300.000 de habitantes; su crecimiento es extraordinario pues en 1901 solo tenía 25.970 incluidos los 2.844 habitantes del campamento militar de Dorunda, y en 1840 no llegaba a 1000 habitantes. Dispone de un aeropuerto denominado Birsa Munda (código IXR) situado en Hinoo, a unos 7 km al sur del centro de la ciudad.
NOTE :- The map of india is not real it just for reference. Upper part(Jammu Kashmir POK ) is also an integral part of India .